# Communauté de communes du Sud Marnais
La communauté de communes du Sud Marnais (CCSM) est une communauté de communes française, située dans le département de la Marne et la région Grand Est.

## Historique
La communauté de communes a été créée par un arrêté préfectoral du 30 décembre 1998, et regroupait alors les 7 communes de Bannes, Broussy-le-Grand, Connantray-Vaurefroy, Corroy, Euvy, Gourgançon et Ognes,.
Le 1er janvier 2003, la Fère-Champenoise rejoint la communauté au 1er janvier 2003.
Le 1er janvier 2004, les communes de Pleurs et de Marigny la rejoignent, ainsi que, en 2005, Angluzelles et Courcelles, de Faux-Fresnay et de Thaas.
La commune de Connantre, jusque-là isolée, a rejoint la communauté de communes au 1er janvier 2014

## Territoire communautaire

### Composition
La communauté de communes est composée des 14 communes suivantes :

| Nom                       | Code Insee | Gentilé        | Superficie (km2) | Population (dernière pop. légale) | Densité (hab./km2) |
| ------------------------- | ---------- | -------------- | ---------------- | --------------------------------- | ------------------ |
| Fère-Champenoise (siège)  | 51248      | Féretons       | 65,89            | 2 181 (2022)                      | 33                 |
| Angluzelles-et-Courcelles | 51010      | Angluziots     | 13,7             | 143 (2022)                        | 10                 |
| Bannes                    | 51035      | Bannats        | 23,33            | 248 (2022)                        | 11                 |
| Broussy-le-Grand          | 51090      | Broussyats     | 21,31            | 312 (2022)                        | 15                 |
| Connantray-Vaurefroy      | 51164      | Connantrayots  | 28,83            | 137 (2022)                        | 4,8                |
| Connantre                 | 51165      | Connantrats    | 28,55            | 1 006 (2022)                      | 35                 |
| Corroy                    | 51176      | Corroitats     | 19,97            | 149 (2022)                        | 7,5                |
| Euvy                      | 51241      | Euvyots        | 14,43            | 79 (2022)                         | 5,5                |
| Faux-Fresnay              | 51243      |                | 27,26            | 330 (2022)                        | 12                 |
| Gourgançon                | 51276      | Gourgançonnais | 29,15            | 146 (2022)                        | 5                  |
| Marigny                   | 51351      | Marigniots     | 11,73            | 115 (2022)                        | 9,8                |
| Ognes                     | 51412      | Ognats         | 7,79             | 60 (2022)                         | 7,7                |
| Pleurs                    | 51432      | Pleuriots      | 16,72            | 826 (2022)                        | 49                 |
| Thaas                     | 51565      | Tayons         | 10,47            | 102 (2022)                        | 9,7                |

### Démographie
| 1968  | 1975  | 1982  | 1990  | 1999  | 2007  | 2012  | 2017  |
| ----- | ----- | ----- | ----- | ----- | ----- | ----- | ----- |
| 5 543 | 5 787 | 6 103 | 5 977 | 5 866 | 6 049 | 6 224 | 5 957 |

## Fonctionnement

### Siège
Le siège de la communauté de communes est à Fère-Champenoise, 150 rue des Verriers

### Élus
La Communauté de communes est administrée par son Conseil communautaire, composé conseillers communautaires, qui sont des conseillers municipaux  représentant chaque commune membre.
Au terme des élections municipales de 2020 dans la Marne, le conseil communautaire renouvelé a réélu son président, Bernard Poirel, maire d'Ognes, ainsi que ses 6 vice-présidents, qui sont : 
1. Michel Jacob, maire de Connantre ;
2. Gérard Gorisse, maire de Fère-Champenoise ;
3. Janick Simonnet, maire de Pleurs ;
4. Bernadette Egot, conseillère municipale de Fère-Champenoise ;
5. Patrice Jacquet, maire de Faux-Fresnay ;
6. Roland Boulard,  maire de Corroy)

### Liste des présidents
| Période                                  | Période                    | Identité           | Étiquette | Qualité                                                                                                  |
| ---------------------------------------- | -------------------------- | ------------------ | --------- | --- |
| Les données manquantes sont à compléter. |                            |                    |           | |
| 1999                                     |                            | Christian Chardain |           | Maire de Broussy-le-Grand                                                                                |
|                                          | avril 2010                 | Roland Boulard     |           | Maire de Corroy (1989 →) Démissionnaire                                                                  |
| 19 avril 2010                            | avril 2014                 | Gérard Gorisse     | DVD       | Agriculteur Maire de Fère-Champenoise (2006 → 2014) Conseiller général de Fère-Champenoise (2011 → 2015) |
| avril 2014                               | avant février 2020         | Roland Boulard     |           | Maire de Corroy (1989 →)                                                                                 |
| avant février 2020                       | mars 2023                  | Bernard Poirel     | DVD       | Maire d'Ognes (1989 → ) Réélu pour le mandat 2020-2026 Démissionnaire pour raisons de santé              |
| mars 2023                                | En cours (au 21 mars 2023) | Michel Jacob       | DVD       | Maire de Connantre (2008 → )                                                                             |

### Compétences
L'intercommunalité exerce les compétences qui lui sont transférées par les communes membres, dans le cadre des dispositions du code général des collectivités territoriales

### Régime fiscal et budget
La communauté de communes est un établissement public de coopération intercommunale à fiscalité propre.
Afin de financer l'exercice de ses compétences, la communauté de communes perçoit une fiscalité additionnelle aux impôts locaux des communes, avec fiscalité professionnelle de zone (FPZ ) et sans fiscalité professionnelle sur les éoliennes (FPE).
Elle collecte également la taxe d'enlèvement des ordures ménagères (TEOM), qui finance ce service public.
L'intercommunalité ne reverse pas de dotation de solidarité communautaire (DSC) à ses communes membres.

## Projets et réalisations
Conformément aux dispositions légales, une communauté de communes a pour objet d'associer des « communes au sein d'un espace de solidarité, en vue de l'élaboration d'un projet commun de développement et d'aménagement de l'espace ».